# تشارلز جاي بيري
تشارلز جاي بيري (بالإنجليزية: Charles J. Berry)‏ هو عسكري أمريكي، ولد في 10 يوليو 1923 في لورين في الولايات المتحدة، وتوفي في 3 مارس 1945 في آيوو جيما في اليابان.